# Jan Malmsjö
Jan Wilhelm Malmsjö, mais conhecido por Jan Malmsjö (Lund, 29 de maio de 1932), é um cantor e ator sueco que atua no teatro, cinema e televisão.
É casado com Marie Göranzon, e pai de Jonas Malmsjö.
É um artista multifacetado com uma longa carreira de sucesso no teatro, no cinema, na televisão e no teatro musical.
Atuou em variadas cenas, tais como o Teatro Municipal de Malmö, o Teatro Municipal de Gotemburgo e sobretudo o Teatro Dramático Real, em Estocolmo.

Durante uma estadia nos Estados Unidos, colaborou no filme Cortina Rasgada de Alfred Hitchcock.
É conhecido por ter recitado o poema Nyårsklockan de Alfred Tennyson na passagem do ano no Skansen, em Estocolmo, entre 2001 e 2013.

## Carreira
Entre as peças de teatro em que participou, estão Stoppa världen - jag vill stiga av (1963; em inglês: Stop the World – I Want to Get Off), La cage aux folles (1985; em português: A gaiola das loucas) e Fiddler on the Roof (1997; no Brasil, Um Violinista no Telhado; em Portugal, Um Violino no Telhado).
Entre os filmes em que participou, sob a direção do realizador Ingmar Bergman, podem ser destacados Scener ur ett äktenskap (1974; em Portugal, Cenas da vida conjugal; no Brasil, Cenas de um casamento) e Fanny e Alexander (1982).

## Honrarias
Entre os prémios e distinções atribuídos a Jan Malmsjö estão o Prémio Thalia do Svenska Dagbladet (1972), as medalhas reais Illis quorum e Litteris et artibus (1986), o Prémio O’Neil do Teatro Dramático Real (1988), a Máscara de Ouro (2009), o prémio de teatro da Academia Sueca (1992) e a medalha de ouro da Associação Sueca de Teatro (2002).

## Galeria

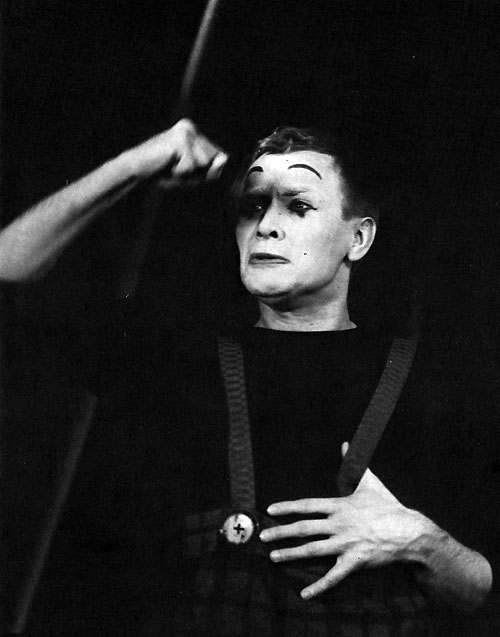
Jan Malmsjö em ’’Stoppa världen - jag vill stiga av’’ (1963)
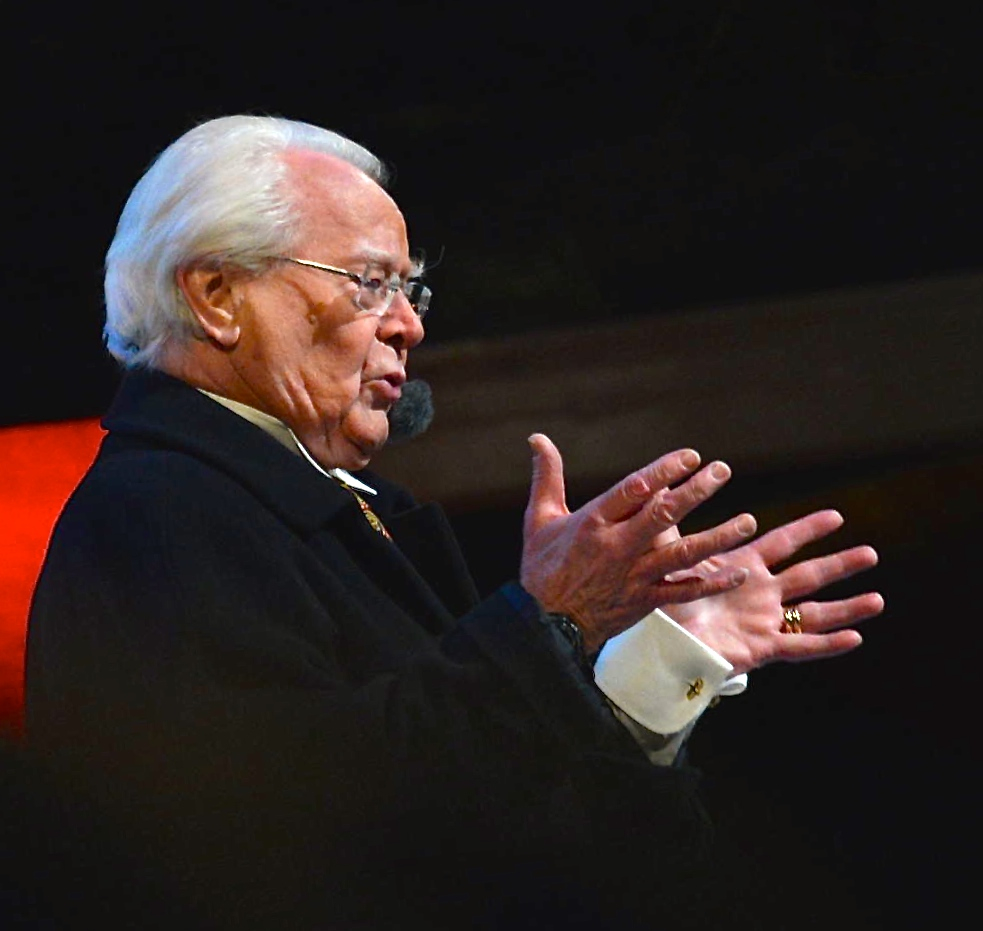
Jan Malmsjö lendo o poema de Tennyson na passagem do ano em 2013
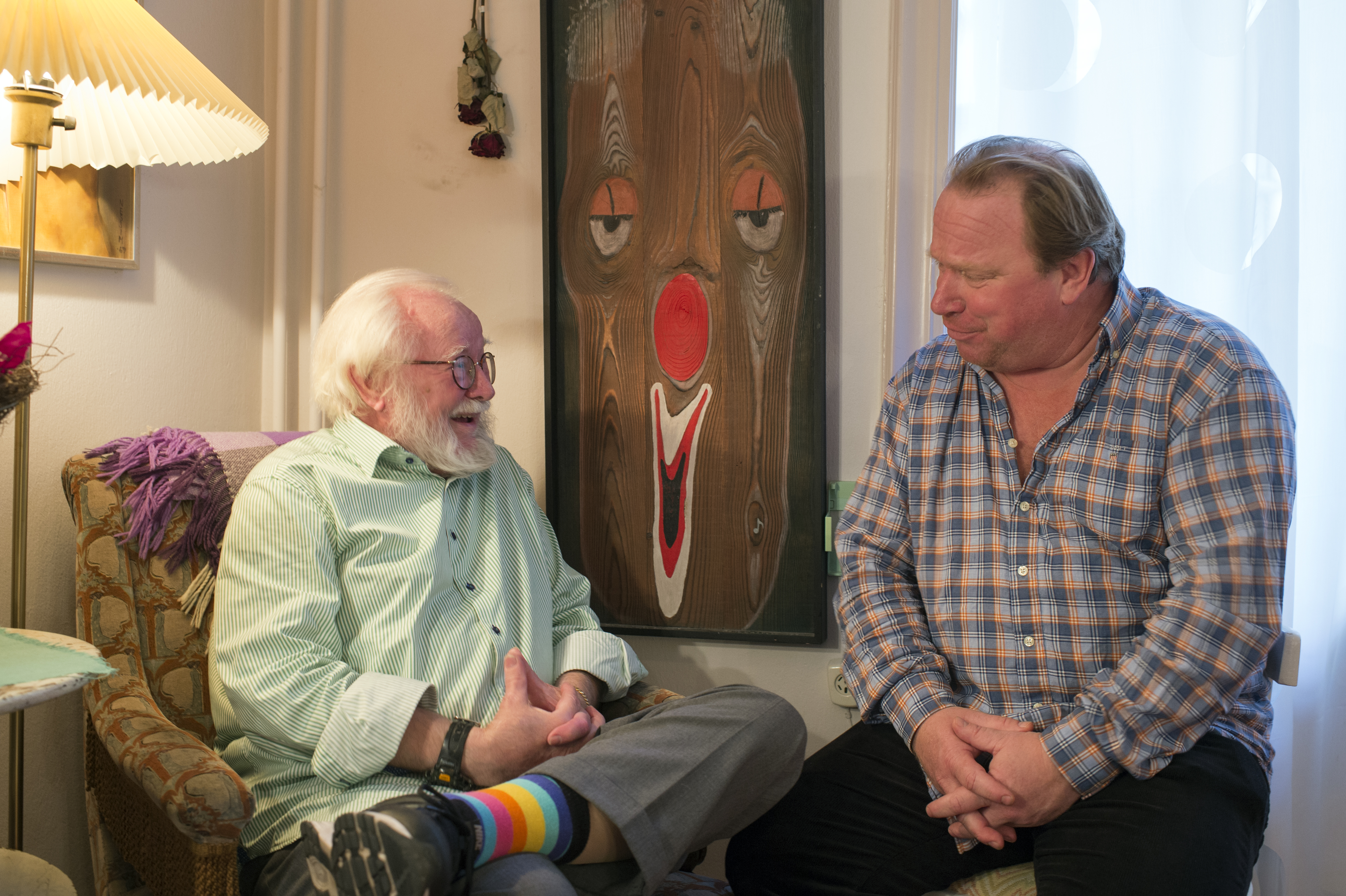
Jan Malmsjö e Claes Malmberg em 2014
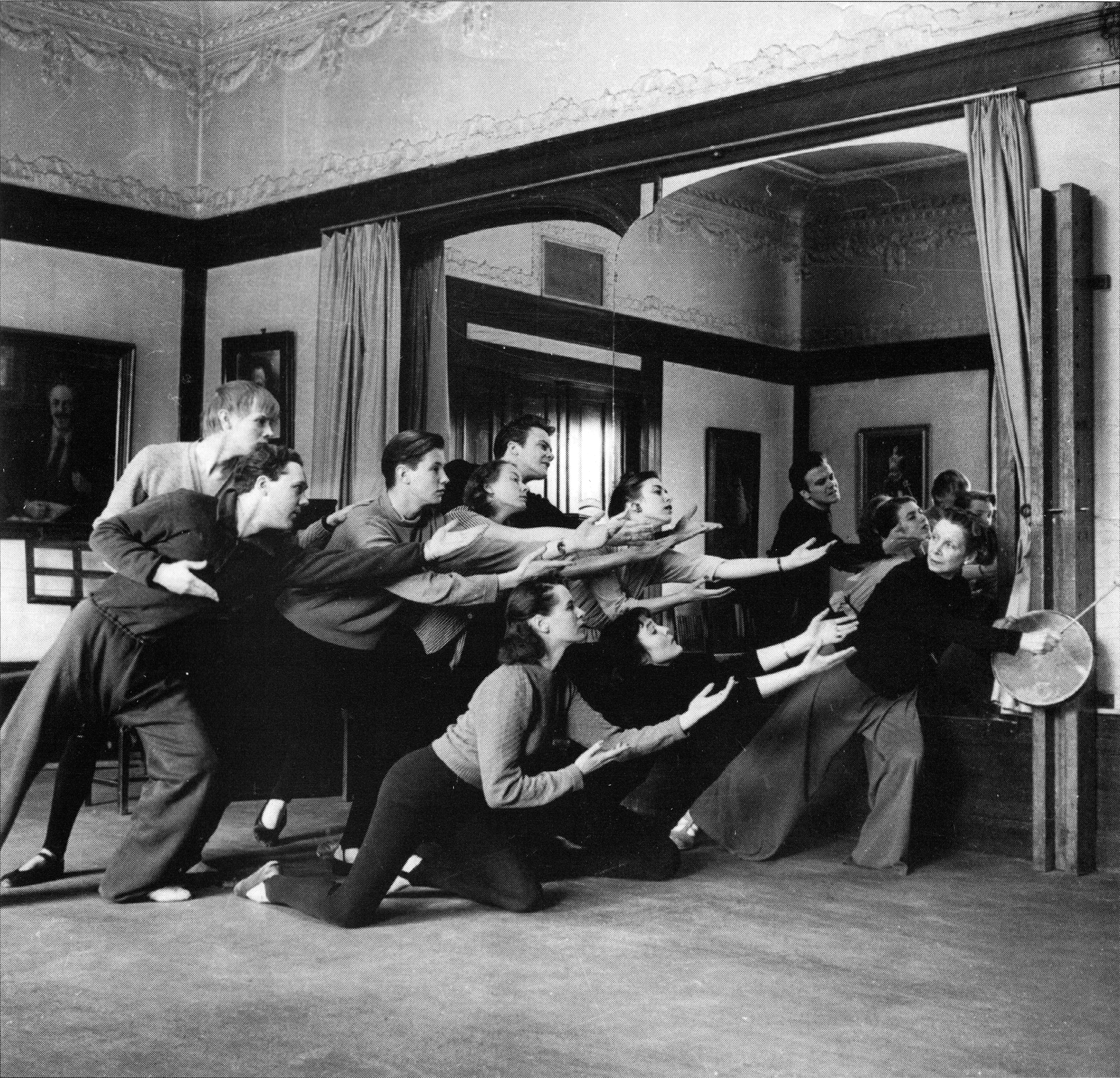
Exercício na Escola de Drama em 1950-1951